# John Vigilante
John Vigilante (Dearborn, 24 maggio 1985 – Dearborn, 19 luglio 2018) è stato un hockeista su ghiaccio e allenatore di hockey su ghiaccio statunitense, di ruolo attaccante.

## Carriera
Dopo un anno passato presso la squadra di sviluppo per giovani di USA Hockey, John Vigilante disputò quattro stagioni, dal 2002 al 2006, nella lega giovanile dell'Ontario Hockey League, presso i Plymouth Whalers, delle quali l'ultima trascorsa nel ruolo di capitano. In 298 partite mise a segno 104 reti e fornì 175 assist.
Nelle due stagioni successive giocò in American Hockey League nei Milwaukee Admirals, squadra affiliata ai Nashville Predators della National Hockey League. Nel 2008 invece passò ai Syracuse Crunch, affiliati ai Columbus Blue Jackets, tuttavia concluse la stagione presso i Quad City Flames, farm-team dei Calgary Flames. Nella stagione 2009-2010 dopo aver disputato un match di pre-season con i Detroit Red Wings giocò con i Grand Rapids Griffins, sempre in AHL.
Vigilante si trasferì all'HC Asiago nella stagione 2010-2011, nella quale mise a segno 45 punti in 39 partite, dove vinse per la prima volta in carriera un titolo. Nella stagione successiva venne confermato nel roster della società vicentina. Al termine della stagione 2011-12 firmò un contratto valido una stagione con la formazione svedese dell'IK Oskarshamn. Nel 2013 ritornò in Nordamerica per giocare nella ECHL con i Toledo Walleye. Tuttavia nel mese di ottobre, a causa di un improvviso problema cardiaco, John decise di ritirarsi definitivamente dall'attività agonistica.
Fu attivo poi come scout e assistente allenatore di squadre giovanili statunitensi, sia maschili (fu allenatore dei Compuware Midget Majors e successivamente scout dei Johnstown Tomahawks, in NAHL) che femminili (fu assistente allenatore dei Detroit Belle Tire nel campionato femminile Under-19 della Tier 1 Elite Hockey League), fino all'improvvisa morte, all'età di 33 anni.

## Palmarès

### Club
- Campionato italiano: 1

Asiago: 2010-2011